# ГЕС Huanza
ГЕС Huanza – гідроелектростанція в Перу. Знаходячись перед ГЕС Huinco, становить верхній ступінь однієї з гілок гідровузла у сточищі річки Рімак (дренує західний схил Анд та впадає до Тихого океану у столиці країни Лімі).
З 1960-х років у сточищі річки Santa Eulalia (права притока Рімак) працювала станція Huinco, яка відбирала ресурс дещо нижче від впадіння правої притоки Pallca. При цьому по останній проходив ресурс, деривований під водороздільним хребтом Анд з басейну Атлантичного океану. У 2010-х роках вирішили доповнити схему ще однією станцією, яка б використовувала падіння в долині Pallca. Для цього нижче від виходу тунелю Трансандіно (яким транспортується вода зі східного схилу гір) звели греблю висотою 35 метрів та довжиною 195 метрів,котра утримує регулююче водосховище з об’ємом 0,37 млн м3. Звідси ресурс потрапляє до прокладеного через правобережний масив дериваційного тунелю довжиною 10 км. 
На завершальній ділянці до траси приєднується тунель від розташованого за 5 км допоміжного водозабору на річці  Conay – ще одній правій притоці Santa Eulalia. Далі ресурс надходить до напірного водоводу довжиною 2,8 км, маршрут якого перетинає Santa Eulalia одразу після впадіння   Pallca. Завершується траса у машинному залі станції, спорудженому в наземному виконанні на лівому березі Santa Eulalia.
Основне обладнання станції становлять дві турбіни типу Пелтон потужністю по 46,2 МВт, які використовують чистий напір у 703 метри.
Відпрацьована вода потрапляє до Santa Eulalia незадовго від водозабору наступної станції каскаду.
Видача продукції відбувається по ЛЕП, розрахованій на роботу під напругою 220 кВ.
Проект, введений у експлуатацію в 2014 році, реалізувала компанія Buenventura, котра потребує багато електроенергії для роботи своїх копалень, де видобувають дорогоцінні метали.